# Chrysosoma aeneum
Chrysosoma aeneum är en tvåvingeart som först beskrevs av Fabricius 1805.  Chrysosoma aeneum ingår i släktet Chrysosoma och familjen styltflugor. Inga underarter finns listade i Catalogue of Life.